# Iván Szracimir bolgár cár
Iván Szracimir (Lovecs, Bulgária, 1328 körül – Bursa, Oszmán Birodalom, 1398 után), egyéb változatban: Iván Sztracimir, János Szracimir vagy János Sztracimir, bolgárul: Иван Срацимир, bolgár cár (király) Vidinben. A Második Bolgár Birodalom utolsó tényleges uralkodója. A nikápolyi csata egyik fontos résztvevője.

## Élete
Iván Sándor bolgár cárnak és Baszarab Teodóra havasalföldi úrnőnek, I. Baszarab János havasalföldi vajda lányának a fia. Már felnőtt volt, mikor apja eltaszította anyját, és 1347/48-ban feleségül vett egy kikeresztelkedett zsidó nőt, aki a Teodóra nevet vette fel, és újabb gyermekeket szült a cárnak. Az idős cár még életében, 1352/53-ban felosztotta országát a fiai között. Iván Szracimirnak Vidint jelölte ki. Vidin új cárja ekkor feleségül vette elsőfokú unokatestvérét, a Baszarab-dinasztiából származó havasalföldi úrnőt, Annát, aki anyja fivérének, Miklós Sándor havasalföldi vajdának volt a lánya. A házasságkötés 1352 és 1355/56 között jött létre. Iván Szracimir a legkisebb fiú volt apja első házasságából, de két bátyja halála után ő lett az elsőszülött fiú 1354/55-ben. Idősebb bátyja, Mihály Aszen (1321/23–1354/55) az oszmánok elleni harcban esett el. 1365 tavaszán I. Lajos magyar király hadjáratot vezetett Iván Szracimir ellen, elfoglalta a székhelyét, Vidint, melyet Bodonyi Bánság néven a magyar koronához csatolt, felvette a bolgár király címet, és Iván Szracimirt és családját túszként birodalmába küldte. A horvátországi Gumnik várába, a Csázma melletti Bosiljevo környékére száműzte a bolgár cárt, ahol uralkodói rangjához méltó ellátásban részesült. Nagy Lajos egyik 1369. augusztus 29-én kelt leveléből derül fény arra, hogy a bolgár uralkodónak ekkoriban két lánya volt, akik közül csak az egyik ismert név szerint, és e levélben Dorottyának nevezik. Ugyanekkor 1369-ben I. Lajos hűségeskü ellenében hűbérként visszaadta Iván Szracimirnak a Vidini Királyságot, lányait azonban a magyar királyi udvarban Erzsébet anyakirályné felügyelete alá helyezte, majd pedig Dorottya bolgár hercegnőt 1374/76 körül összeházasította második feleségének,  Kotromanić Erzsébetnek az unokatestvérével, Tvrtko bosnyák bánnal, aki 1377-től felvette a Bosznia királya címet. Annak ellenére, hogy lánya bosnyák királyné lett, vejével többször is harcba keveredett.
Iván Szracimir az 1389-es rigómezei csata után behódolt az Oszmán Birodalomnak. 1396-ban azonban örömmel fogadta Zsigmond magyar király keresztes hadjáratát, és várait megnyitotta Zsigmond és a nyugati keresztes hadak előtt. 1396. szeptember 28-án a vesztes nikápolyi csata után oszmán fogságba került. Halálának pontos időpontja nem ismert. Címeit fia, Konstantin örökölte, aki már apja életében is megkapta az ifjabb cár címet.

## Gyermekei
- Feleségétől, Baszarab Annától (1341 körül–), Miklós Sándor havasalföldi vajda lányától, 3 gyermek:
  - Dorottya (Doroszláva) (1355 körül–1382/1390 előtt/1390), férje I. Tvrtko bosnyák király (1339 körül–1391), 1 fiú: (?)
    - II. Tvrtko bosnyák király (1382 előtt–1443)

  - N. (leány) (megh. fiatalon)
  - Konstantin (1369 után–1422), II. Konstantin néven ifjabb cár, illetve apja halála után névleges uralkodó, nem nősült meg